# Calcahualco, Puebla
Calcahualco är en ort i Mexiko.   Den ligger i kommunen Zacapoaxtla och delstaten Puebla, i den sydöstra delen av landet, 170 km öster om huvudstaden Mexico City. Calcahualco ligger 2 005 meter över havet och antalet invånare är 348.
Terrängen runt Calcahualco är lite bergig. Runt Calcahualco är det ganska tätbefolkat, med 129 invånare per kvadratkilometer. Närmaste större samhälle är Zaragoza, 8,4 km söder om Calcahualco. I omgivningarna runt Calcahualco växer huvudsakligen savannskog.